# Transports en commun de Thionville Fensch
Temo'b est le nom commercial du réseau de transports en commun du nord-ouest mosellan, desservant Thionville et 34 communes voisines regroupées au sein du SMITU Thionville Fensch. Le réseau est exploité par Keolis Thionville-Fensch depuis 2021.

## Organisation du réseau
Le réseau est organisé par le Syndicat mixte des transports urbains Thionville Fensch (SMITU). L'exploitation était déléguée jusqu'au 31 décembre 2013 à la Société anonyme d'économie mixte Trans Fensch, détenue en partie par Transdev. Du 1er janvier 2014 au 31 mars 2021, c'était la Société publique locale Trans Fensch qui exploitait le réseau pour une durée initialement fixée à dix ans. Depuis le 1er avril 2021, le réseau est exploité par le groupe Keolis.
Le réseau dessert depuis 2025 55 communes (35 en 2024) membres du syndicat mixte, réparties sur six intercommunalités :
Les 13 communes de la communauté d'agglomération Portes de France-Thionville :
- Angevillers
- Basse-Ham
- Fontoy
- Havange
- Illange
- Kuntzig
- Lommerange
- Manom
- Rochonvillers
- Terville
- Tressange
- Thionville
- Yutz

Les 10 communes de la communauté d'agglomération du Val de Fensch :
- Algrange
- Fameck
- Florange
- Hayange
- Knutange
- Neufchef
- Nilvange
- Ranguevaux
- Serémange-Erzange
- Uckange

Les 22 communes de la communauté de communes de Cattenom et environs :
- Basse-Rentgen
- Berg-sur-Moselle
- Beyren-lès-Sierck
- Boust
- Breistroff-la-Grande
- Cattenom
- Contz-les-Bains
- Entrange
- Escherange
- Évrange
- Fixem
- Gavisse
- Hagen
- Haute-Kontz
- Hettange-Grande
- Kanfen
- Mondorff
- Puttelange-lès-Thionville
- Rodemack
- Roussy-le-Village
- Volmerange-les-Mines
- Zoufftgen

six des huit communes de la communauté de communes du Pays Haut Val d'Alzette :
- Audun-le-Tiche
- Aumetz
- Boulange
- Ottange
- Rédange
- Russange

trois des 26 communes de la communauté de communes de l'Arc mosellan :
- Bertrange
- Guénange
- Stuckange

une des 20 communes de la communauté de communes Rives de Moselle :
- Gandrange

La population desservie s'élève à 214 000 habitants.

Logo du SMITU Thionville Fensch en vigueur depuis 2017.
Logo de la SPL Trans Fensch, la société exploitant le réseau depuis 2014.

## Histoire

### L'ère des tramways

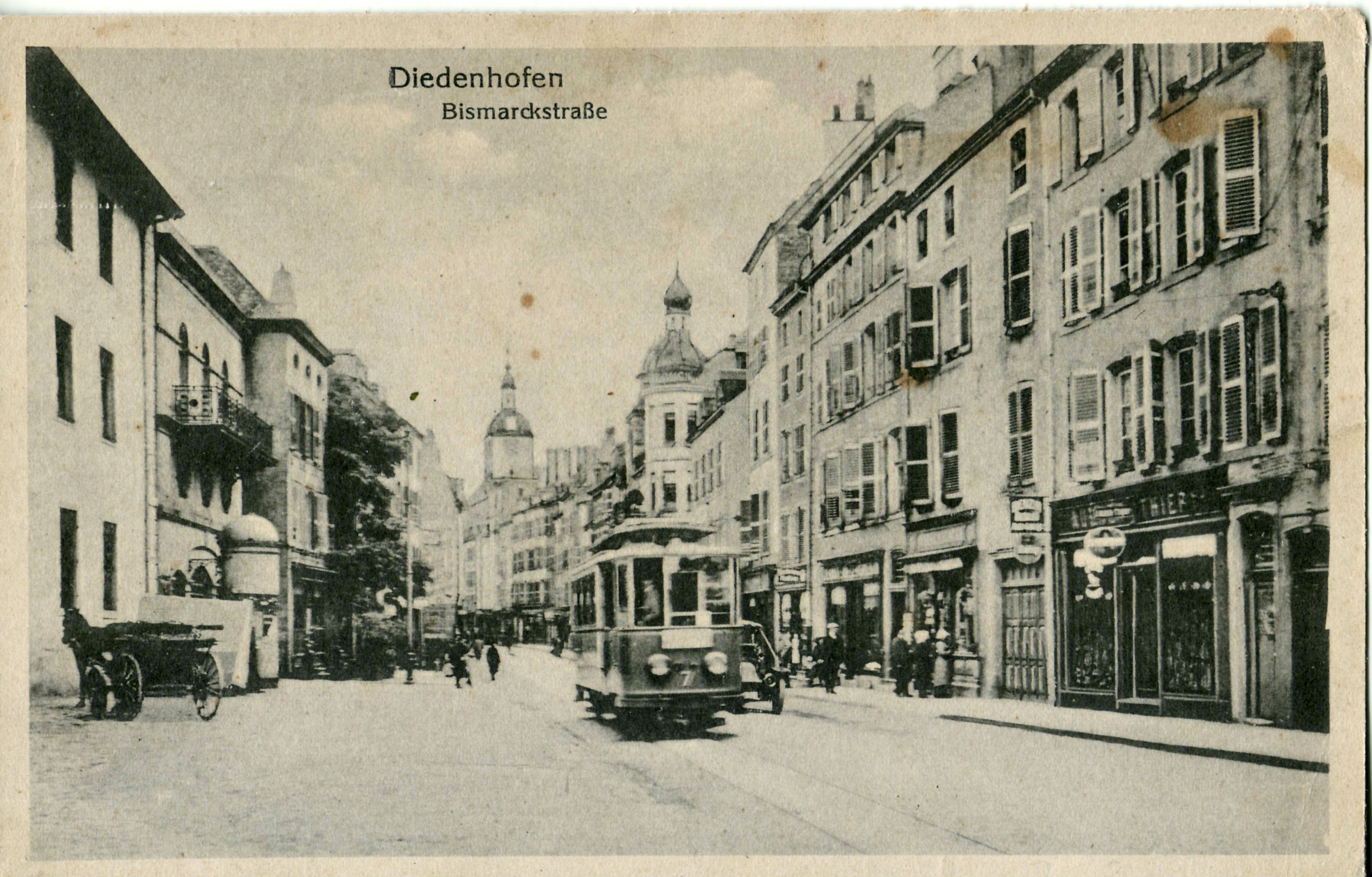
Un tramway desservant l'actuelle rue de Paris à Thionville, nommée Bismarckstraße durant l'Annexion.

En 1912, deux lignes de tramway à voie métrique sont mises en service à Thionville, alors ville de l'Empire allemand. En outre une ligne de chemin de fer secondaire du même écartement relia Thionville à la ville thermale luxembourgeoise de Mondorf-les-Bains de 1903 à 1935, elle même raccordée à la ligne de Luxembourg à Remich.
La première, dite « suburbaine », relie Thionville à Fontoy avec un parcours de 28 kilomètres. Elle comptera jusqu'à trois antennes, desservant respectivement Fameck, Algrange et Neufchef.
La seconde ligne, dite « urbaine », relie Thionville à Basse-Yutz. La ligne urbaine est supprimée dès 1935.
Le 22 juillet 1950, le Syndicat intercommunal des transports concédés de la vallée de la Fensch (SITCOVAF) est créé par le regroupement de 12 communes de la vallée de la Fensch (Algrange, Basse-Yutz, Fameck, Florange, Fontoy, Hayange, Knutange, Neufchef, Nilvange, Serémange-Erzange, Terville et Thionville).
Le 1er janvier 1952, l'exploitation du réseau est confiée à la Société d'économie mixte Trans Fensch, qui donnera son nom au réseau jusqu'en 2008. En effet, la Société d'électricité et de gaz de la Basse-Moselle, maison-mère de l'exploitant du réseau, ayant été nationalisée, c'est EDF qui exploite le réseau mais veut céder ses activités annexes.
La ligne suburbaine sera exploitée jusqu'au 22 septembre 1952.

### L'ère des autobus et autocars

#### Le SITCOVAF
Le contrat définitif entre le SITCOVAF et la SAEM Trans Fensch n'est signé que le 20 mai 1958. Les trois quarts du capital sont détenus par les communes membres du SITCOVAF, le reste par des actionnaires publics.
Les années 1950 et 1960 ont vu la sidérurgie se développer dans la vallée de la Fensch et certaines communes se sont progressivement développées. Six d'entre elles (dont Saint-Nicolas-en-Forêt, Marspich, Fameck, Uckange et Guénange) rejoignent progressivement le SITCOVAF, qui compte 18 communes en 1975. Malgré le développement de l'usage de la voiture individuelle, le réseau voit sa fréquentation augmenter : de 7 123 000 voyageurs en 1946, elle passe à 12 507 000 en 1961 puis à 20 346 000 en 1975.
À partir de 1965, la gestion de Trans Fensch évolue vers un poids plus important donné au caractère privé via une évolution des méthodes de gestion et des bénéfices, ainsi que l'impossibilité pour une commune de présider l'entreprise.
En 1969, un dépôt annexe est construit à Thionville. En une vingtaine d'années, le nombre d'autobus exploités sur le réseau est multiplié par trois, pour atteindre 120 véhicules en 1972. Dans le même temps, un réseau spécifique au transport des ouvriers de la sidérurgie est mis en place.
Le Comité Syndical du SITCOVAF du 15 décembre 1975 institue le Versement transport à un taux de 0,50 % avec effet au 1er avril 1976. Lors de la première année, le SITCOVAF collecte ainsi 3,2 millions de francs.
Dans le même temps, la société Trans Fensch développe ses activités interurbaines en dehors du périmètre du SITCOVAF, en obtenant l'exploitation des lignes interurbaines Thionville - Metz, Algrange - Metz, Thionville - Volmerange (qui deviendra par la suite une ligne urbaine) et Metz - Woippy.
Durant la seconde moitié des années 1970, le périmètre du SITCOVAF passe de 18 communes adhérentes à 32.
La crise de la sidérurgie touche de plein fouet la vallée de la Fensch : de 1975 à 1982, le périmètre urbain perd 8,2 % de sa population, soit 16 500 habitants. Les conséquences se font sentir sur la fréquentation, puisque celle des services spéciaux et occasionnels chute de 14,2 % entre 1977 et 1979, tandis que celle des lignes régulières stagne malgré l'extension du réseau.

Dans les années 1990, le SITCOVAF investi pour moderniser le réseau et maintenir un service de qualité  l'introduction d'une billetterie par carte à puce, la mise en service des premiers bus articulés, la réalisation de deux pôles d'échanges à Florange et à Thionville (inaugurés en 2001), et l'équipement des autobus en radio-téléphones pour pallier les incidents. Le parking du dépôt a été couvert et les poteaux d'arrêts sont modernisés en 1999.

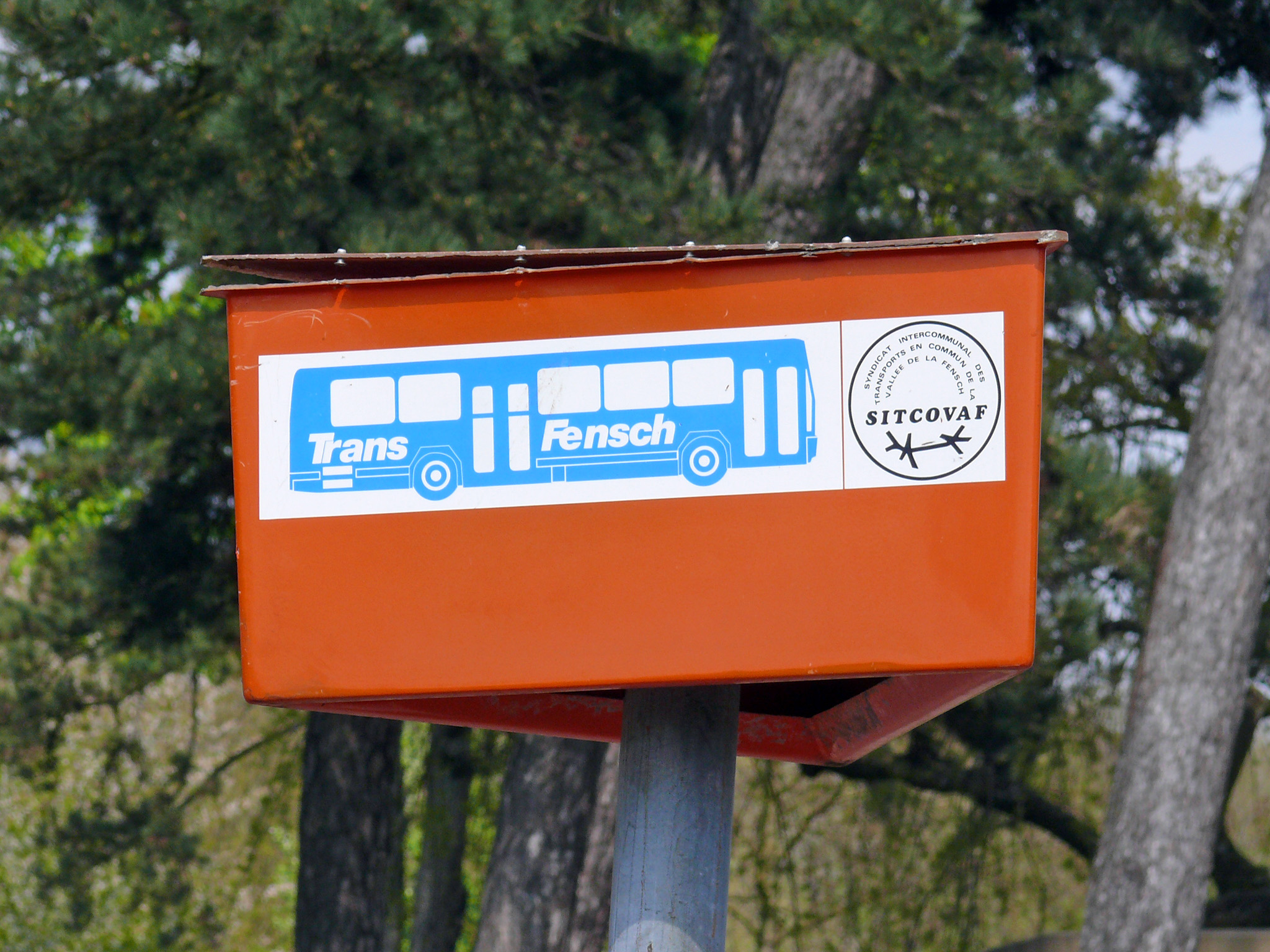
Poteau d'arrêt aux anciennes couleurs du SITCOVAF et de la SAEM Trans Fensch.
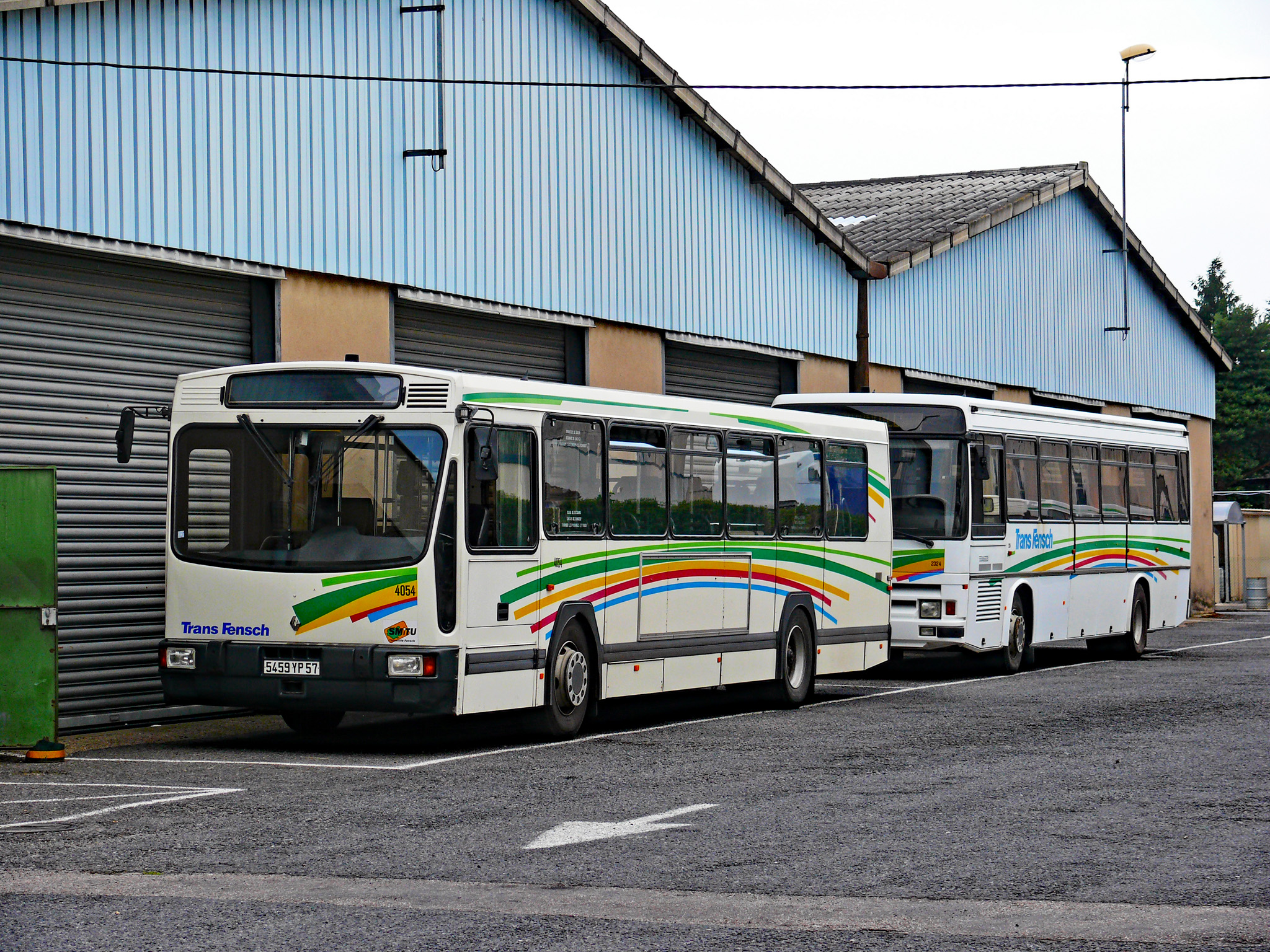
PR100.2 et Tracer de la Trans Fensch, arborant la découpe « arc-en-ciel ».

#### Création du SMITU
En 2001, le SITCOVAF est transformé en un syndicat mixte, le Syndicat mixte des transports urbains Thionville Fensch, abrégé SMITU Thionville Fensch, voire plus simplement SMITU. Il compte alors 34 commues.
Ce dernier débute l'élaboration du Plan de déplacement urbain (PDU). En 2005, le SMITU proposera dans le cadre de ce PDU la création d'« axes prioritaires en faveur des transports en commun » selon un axe est - ouest de Yutz à Thionville et selon un axe nord - sud-ouest de Manom au val de Fensch.
En 2004, deux lignes transfrontalières à destination du Luxembourg sont lancées : l'une à destination de Volmerange, l'autre à destination de Noertzange. Ces deux lignes sont opérées sous régime français exclusivement.
En 2007, le réseau se dote d'un système d'aide à la conduite et à l'information voyageurs.
En 2008, le SMITU renomme le réseau Citéline, dissociant ainsi le nom de l'opérateur (alors en place depuis plus d'un demi-siècle) et le nom commercial de l'offre de transport. Les bus changent ainsi de livrée.
La même année, la tarification zonale est abandonnée, et la première ligne transfrontalière issue d'une coopération franco-luxembourgeoise est mise en service entre Thionville et le quartier du Kirchberg à Luxembourg : elle porte le numéro 300 (numérotation RGTR) et est exploitée sous la marque Vilavil par la Trans Fensch et par les Autocars Vandivinit, basés à Mondorf-les-Bains.

En 2009, le SMITU et la Trans Fensch obtiennent du Préfet de la Lorraine l'interdiction de la mise en service de 3 lignes transfrontalières conventionnées par le Luxembourg : la n°315 reliant Basse-Ham à Luxembourg via Perl en Allemagne, la n°317 reliant Garche à Luxembourg et la n°319 reliant Basse-Yutz à Luxembourg. Néanmoins, forts du succès rencontré par la ligne 300, le SMITU et le RGTR lancent deux nouvelles lignes Vilavil en 2011 : la n°302 entre Thionville et la Cloche d'Or via Hettange-Grande (reprenant pour partie la ligne 317 avortée deux ans plut tôt) et la n°323 entre Hayange et Esch-sur-Alzette. En 2012, une quatrième ligne Vilavil est lancée, le n°303 reliant Garche au Kirchberg.

Logo du SMITU, en vigueur de 2001 à 2017.
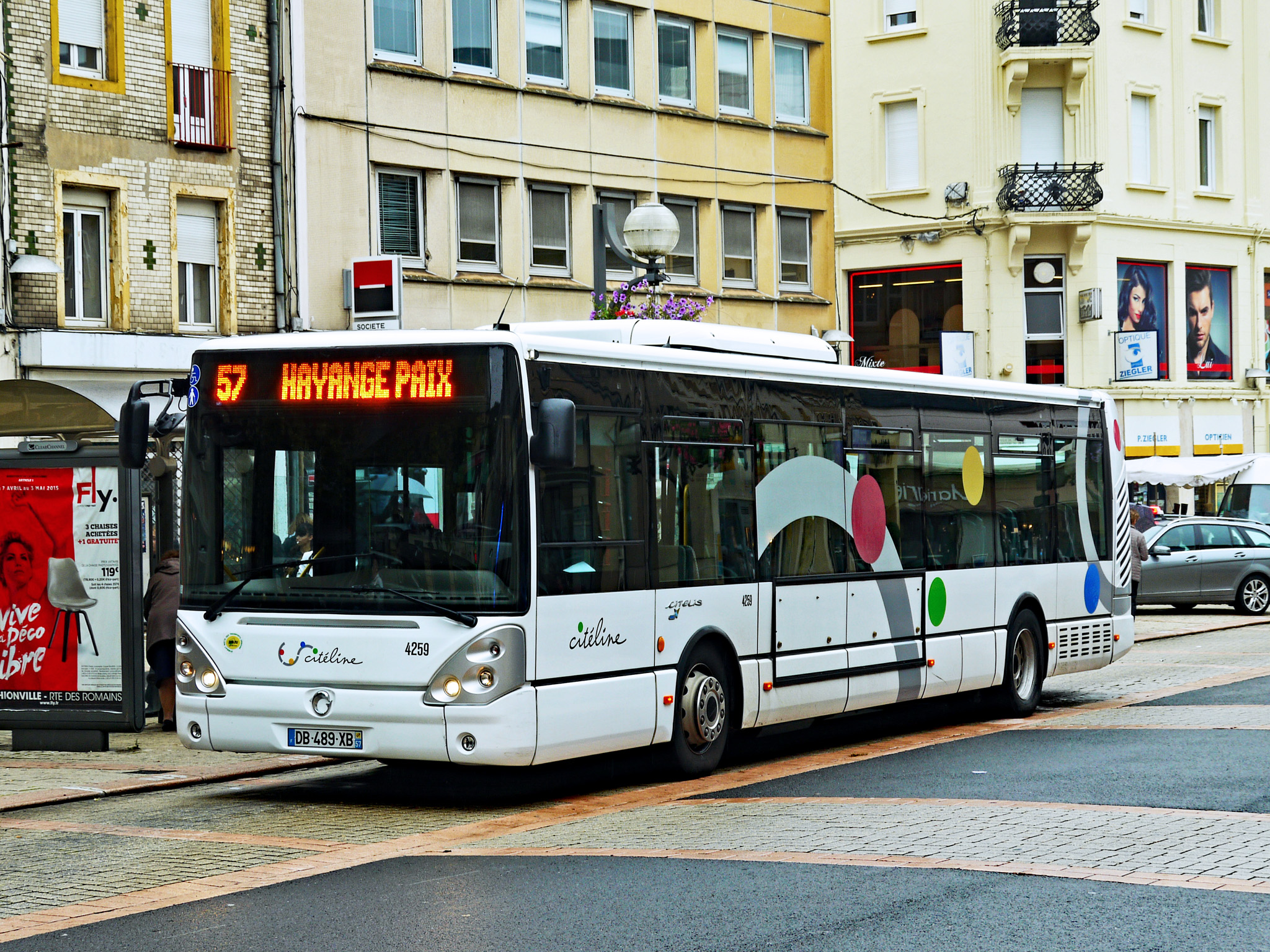
Citelis arborant la livrée Citéline de 2008 à 2015.
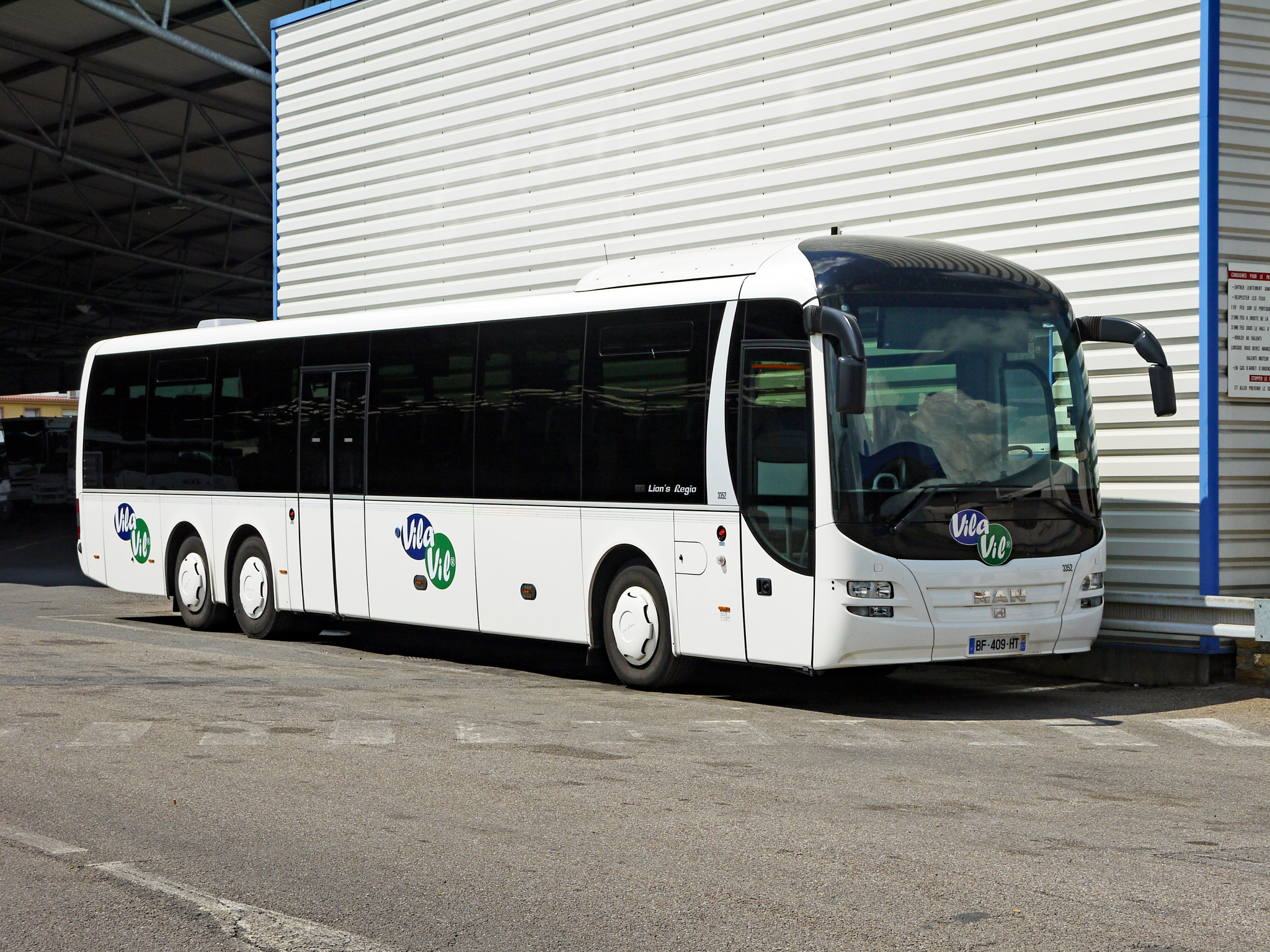
Autocar transfrontalier aux couleurs Vilavil, en vigueur de 2008 à 2013.

#### Exploitation en SPL
Bertrand Mertz, élu maire de Thionville en 2008, souhaite réaliser 300 000 euros annuels d'économie sur la marge réalisée par Transdev, l'actionnaire et l'assistant technique de la SAEM Trans Fensch. La délégation de service public qui lie le SMITU à la SAEM Trans Fensch s'achevant le 31 décembre 2012, le SMITU vote pour la constitution d'une Société publique locale, reprenant l'exploitation du réseau à compter du 1er janvier 2013. Le cas particulier des lignes transfrontalières obligera le SMITU à retarder la mise en place de la SPL d'un an, au 1er janvier 2014, prolongeant ainsi la DSP avec la SAEM Trans Fensch adossée au groupe Transdev.
La marque Vilavil étant déposée par Transdev, les lignes transfrontalières sont rebaptisées Citélux en mars 2013.
Dès février 2014, les lignes urbaines effectuant leur terminus en territoire luxembourgeois sont limitées à la frontière, pour des raisons « juridiques » consécutives au changement d'opérateur.
La mise en place de la Société publique locale a provoqué une dégradation du climat social, entraînant le déclenchement de nombreux conflits sociaux et une hausse du taux d'absentéisme au sein de l'entreprise (atteignant 25 % !),,,. Grèves et absentéisme pèsent sur les finances du réseau : en mai 2017, les lignes Citélux sont supprimées pour économiser 2,5 millions d'euros annuels. Dans le même temps, le budget du TCSP est consacré à éponger les dettes de la SPL.
L'absentéisme provoque une dégradation de la qualité de service, entraînant une fonte de la fréquentation du réseau. En septembre 2017, de nombreuses lignes et services scolaires du réseau Citéline sont supprimés pour diminuer le nombre de services non assurés. Dans le même temps, la ligne transfrontalière n°303 est réactivée, sur initiative strictement luxembourgeoise.
En novembre 2017, face aux déboires de la SPL, la Préfecture de la Moselle préconise le retour à une délégation de service public, moins de quatre ans après le changement de régime.
En décembre 2018, le SMITU publie publie un avis de préinformation dans le cadre d'une nouvelle DSP dont l'entrée en vigueur est alors fixée au 1er janvier 2020.

À la suite de la baisse d'activité sur le réseau, le SMITU décide le déclassement et la vente pour 800 000 euros du dépôt de la rue Saint-Fiacre de Thionville. Les derniers bus quittent les lieux le 14 juillet 2019 et l'ensemble des activités est regroupé au dépôt central situé rue de Longwy, à Florange.

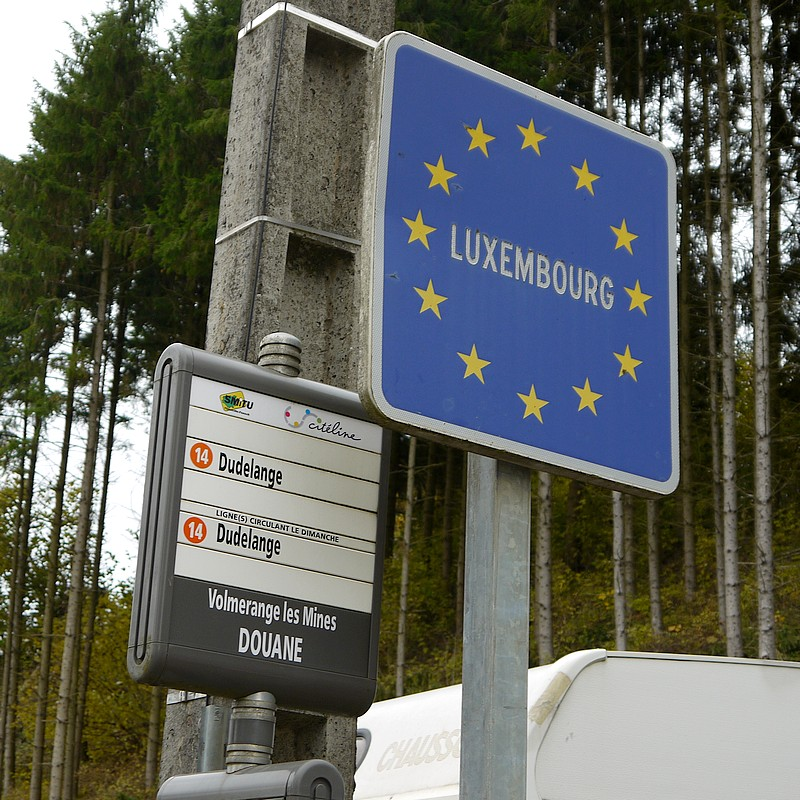
Un arrêt de bus Citéline à Volmerange-les-Mines, à l'époque où la ligne 14 était transfrontalière.
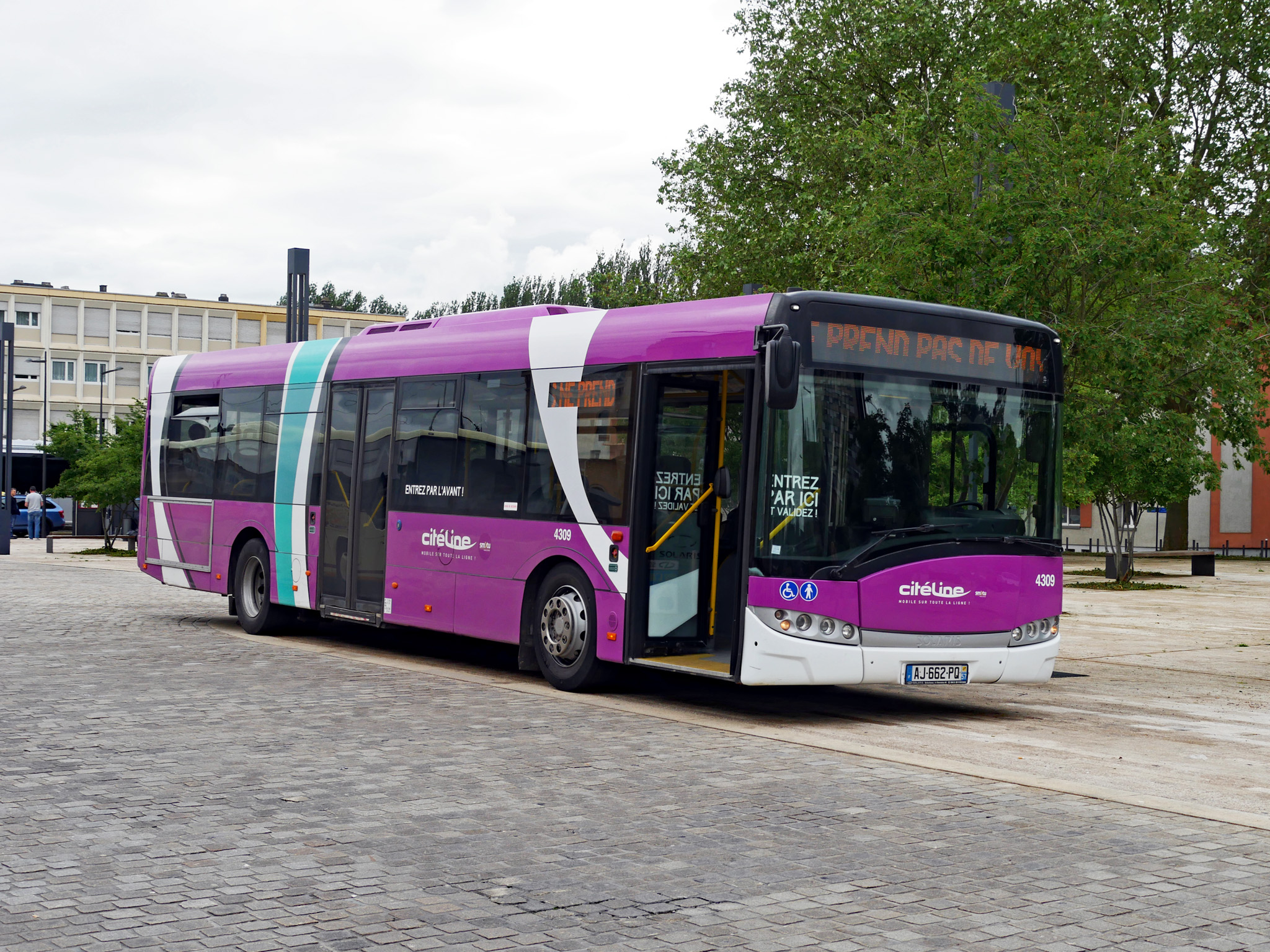
Urbino arborant la livrée apparue en 2015.
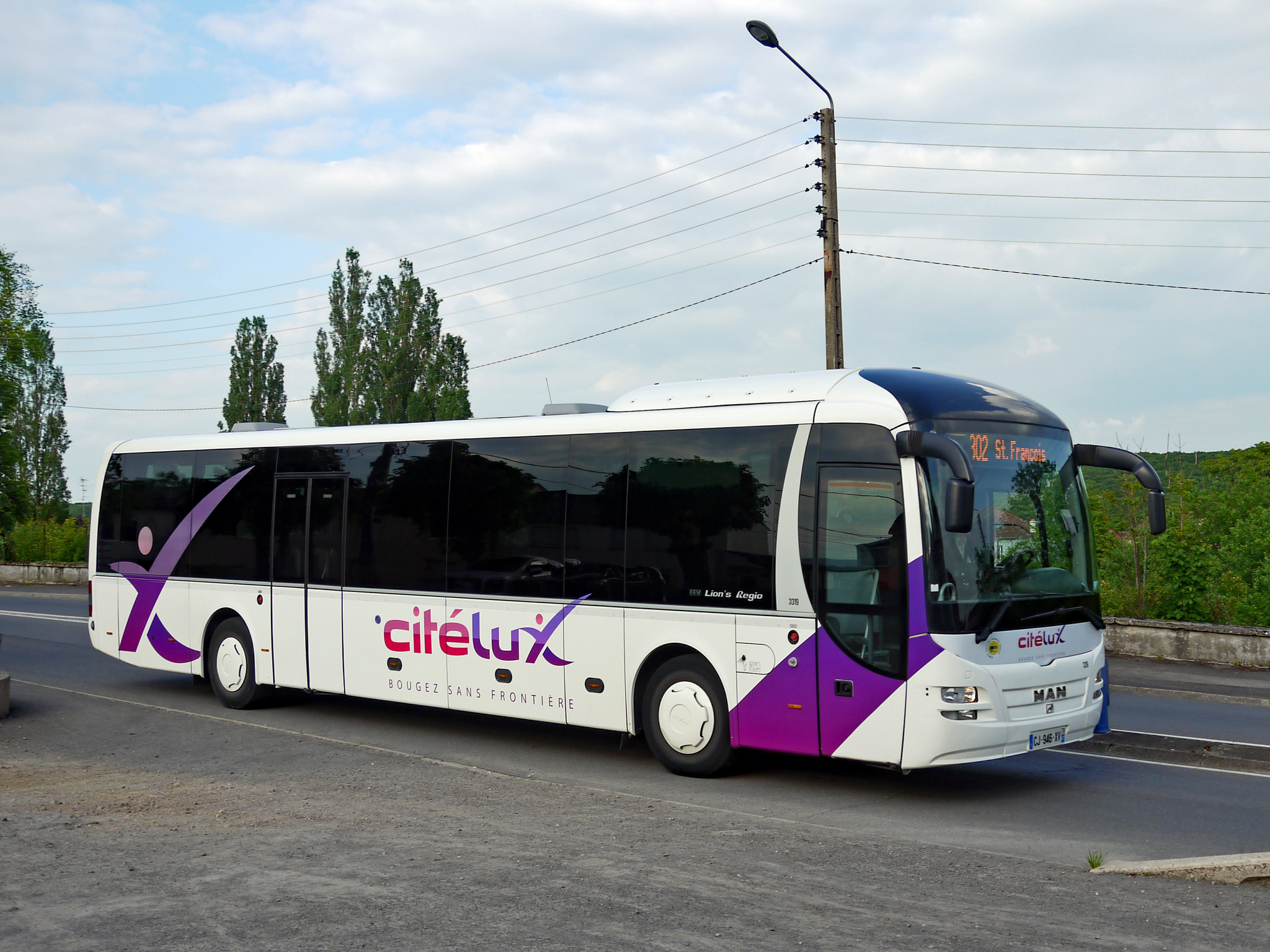
Autocar transfrontalier aux couleurs Citélux, entre 2013 et 2017.

#### Restructuration ratée du réseau
Début 2019, une enquête origine/destination est menée par le SMITU. Le 14 octobre 2019, les élus se mettent d'accord sur le choix d'un scénario de restructuration du réseau pour septembre 2020. Le 27 février 2020, la restructuration du réseau est actée par le SMITU. Le réseau est présenté au grand public par la SPL Trans Fensch le 27 août 2020, via les réseaux sociaux (soit 5 jours avant la mise en place). Au 1er septembre 2020, le nouveau réseau restructuré comporte 16 lignes dites « structurantes » désignées S01 à S24, 20 lignes complémentaires numérotées 30 à 71 et deux lignes dominicales désignées D24 et D25.
Des élus ont dénoncé une baisse de l'offre et de la qualité de service,. Lors de la séance ordinaire du 9 septembre 2020, le président du SMITU a admis avoir restructuré le réseau alors qu'il « manquait des données » sur les « besoins des communes, horaires et provenance des élèves des établissements scolaires pour proposer un service adapté à la demande ».
Pour pallier les carences du SMITU et les baisses d'offre, certaines communes organisent elles-mêmes les services scolaires sur leurs territoires, bien que faisait partie du ressort territorial d'une Autorité organisatrice de la mobilité. Certaines communes conservent même l'ancien indice de ligne Citéline.
Face aux nombreuses critiques de toutes parts (usagers, élus municipaux et mêmes conducteurs) depuis sa mise en place, le SMITU a pris en urgence le 22 septembre 2020 la décision de revenir purement et simplement à l'ancien réseau à compter du 19 octobre suivant aux horaires vacances scolaires puis aux horaires normaux le 2 novembre 2020.

La réunion du SMITU du 23 novembre 2020 prévoit un retour au « nouveau » réseau « amendé » au 22 février 2021, mais avec maintien des services scolaires de l'ancien réseau jusqu'à la fin de l'année scolaire.

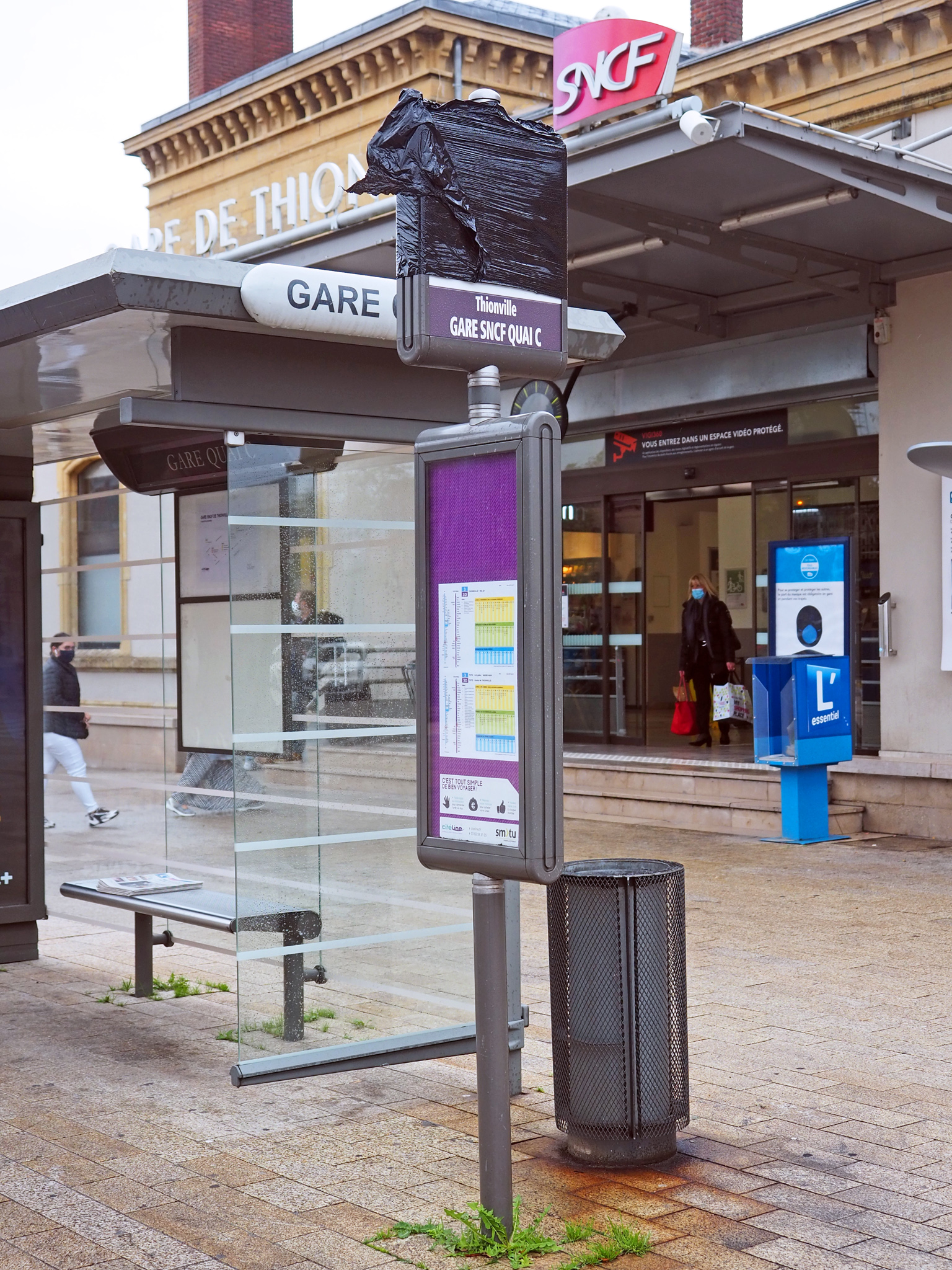
Arrêt de bus bâché à la suite de la « restructuration » du 19 octobre 2020
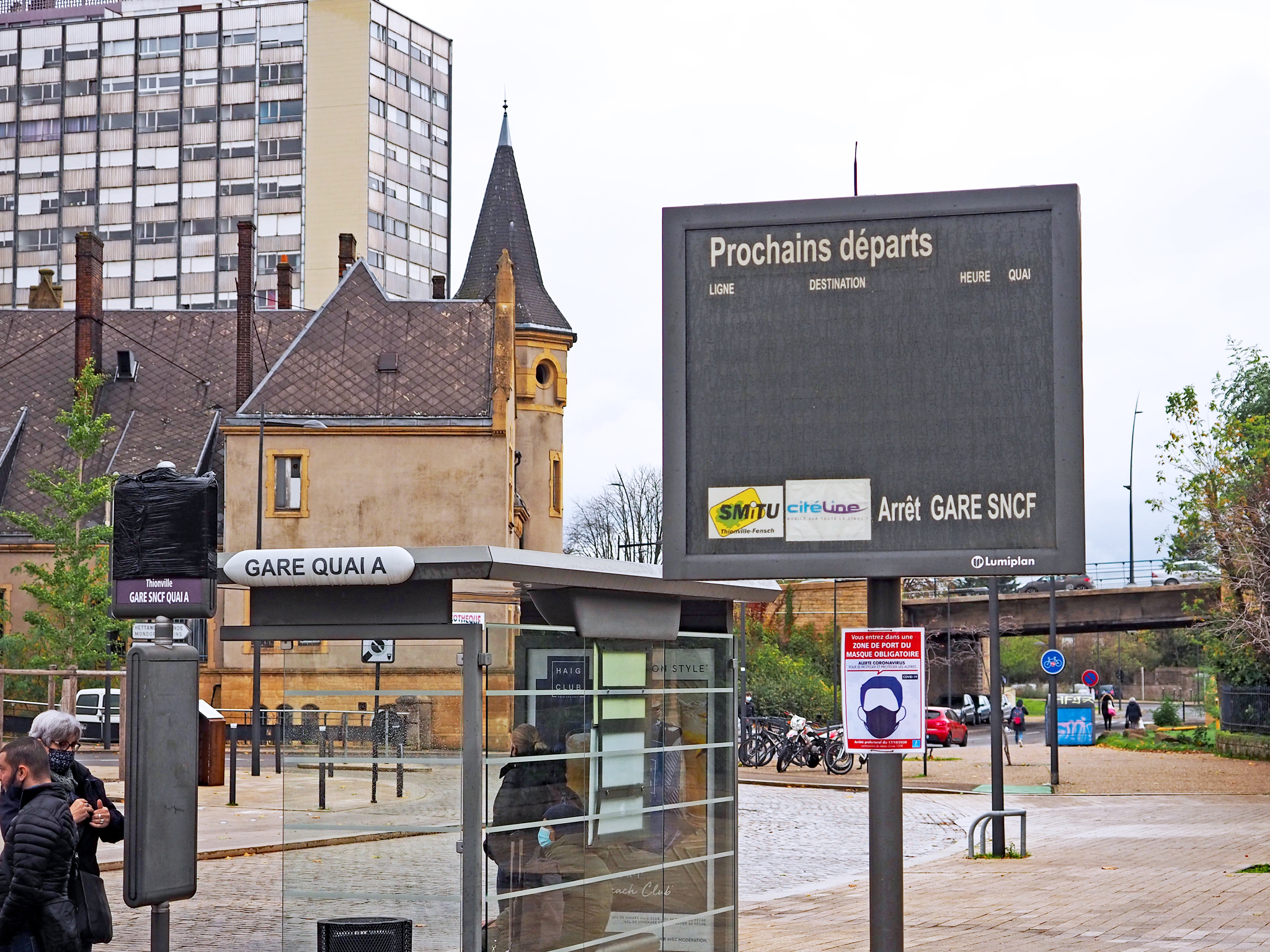
Écran d'information voyageurs en temps réel désactivé à la suite de la restructuration du 1er septembre 2020.

#### Mise en délégation de service public
La restructuration aurait dû préparer la mise en délégation de service public du réseau décidée par le SMITU le 25 septembre 2019. L'appel d'offres a été publié le 25 mars 2020. La DSP devait débuter le 1er janvier 2021 et s'achever le 31 décembre 2025, mais son attribution n'est intervenue que le 17 février 2021 pour une entrée en vigueur au 1er avril.
C'est le groupe Keolis qui a remporté l'appel d'offres, face à Transdev, Moventia et la Société anonyme des autocars Piot (SADAP).
D'après le rapport de la Commission de délégation de service public su SMiTU, Transdev présentait une offre moins chère de 4,7 % par rapport au lauréat. Malgré un cahier des charges contraint, puisque l'offre de transport était imposée par le SMiTU dans la continuité des travaux de restructuration du réseau mis en œuvre le 22 février 2021, le pouvoir adjudicateur a considéré que l'offre technique de Keolis était la meilleure, au point de justifier ce surcoût annuel moyen de 712 707 € (+4,7 %).

### Extension du périmètre, le SMITU devient TEMO
Lors de la réunion du syndicat du 13 septembre 2024, le président Remi Dick annonce que le SMITU va passer de 35 communes à 50 (s'y rajoutent des communes de la Communauté de communes du Pays Haut Val d'Alzette (CCPHVA) et de la Communauté de communes de Cattenom et Environs (CCCE) le 1er janvier 2025. Le SMITU change de nom pour devenir TEMO, acronyme de Territoires et mobilités Moselle Nord, et fait évoluer ses statuts juridiques.
À l'inverse, la communauté de communes Rives de Moselle, dont la commune de Gandrange est desservie, se retire du SMITU pour se rapprocher de l'Eurométropole de Metz.

## Projet «Citézen»
Le 22 octobre 2014, le Syndicat mixte a approuvé l'adoption d'un plan de déplacements urbains, prévoyant principalement la création de deux lignes à haut niveau de service partiellement en site propre. Le tracé définitif des deux lignes a été adopté le 22 décembre 2016, et le projet a été déclaré d'utilité publique le 18 décembre 2018.
Le nom du projet est dévoilé le 6 juillet 2017 : « Citézen », accompagné du slogan « des lignes qui nous rapprochent ».
La mise en service complète du projet est prévue pour l'horizon 2028. Le projet est évalué à 140 millions d'euros. La fréquentation attendue est de 25 000 voyageurs par jour.
Le chantier, réévalué à 168 millions d'euros, devait débuter en février 2020, avec la construction des deux ouvrages franchissant la Moselle et la gare de Thionville. La BEI pourrait exiger la livraison du projet en 2026 en échange de prêts.
En juin 2020, alors que les travaux n'ont toujours pas commencé, le projet est réévalué à 200 millions d'euros. Le choix du matériel roulant devrait se porter sur 27 bus articulés électriques.
Comme le permet la legislation, le versement transport a été augmenté par le SMITU en 2010 dans le cadre de la réalisation du BHNS. Or cette recette supplémentaire est utilisée pour éponger le déficit d'exploitation du réseau, qui se creuse d'année en année. En l'absence de travaux avant la fin de l'année 2020, le SMITU ne pourra plus appliquer de majoration du versement, entraînant une baisse des recettes fiscales de 7 millions d'euros par an.
Fin 2020, la Préfète de la Région Grand Est a missionné le Préfet de la Moselle pour la réalisation d'une troisième ligne reliant Thionville au Luxembourg via Hettange-Grande. Le SMITU s'est inscrit dans cette démarche le 24 novembre 2020.
En décembre 2023, le nouveau président du SMITU Rémy Dick annonce que la BEI ne prête pas l'argent nécessaire. Bien que les ponts Alcide de Gasperi et Konrad Adenauer (70 millions €) soient déjà construits, le projet est remis en cause : vraisemblablement reporté.

## Tarification
La tarification est établie par le SMITU Trans Fensh. Depuis le 26 mai 2015, tous les supports, tickets ou cartes, sont sans-contact. La carte à puce pour les abonnements s'achète dans une agence Citéline ou dans les points relais abonnements sur présentations de justificatifs.
- Ticket sans-contact : achetable auprès du conducteur ou à un point de vente, il sert de support aux titres occasionnels : 1 ou 10 voyages, forfait journée, titre deux jours, forfait groupe et pass hebdomadaire. L'achat d'un titre couplé avec un support est majoré (par exemple le titre un voyage coûte 1,80 € sans support et 2 € avec) ;
- Carte sans-contact : la carte est le support des différentes formules d'abonnements mensuelles ou annuelles : tout public, moins de 26 ans et scolaires et plus de 65 ans.

En outre, une tarification solidaire, le pass tremplin, est proposée aux demandeurs d'emploi ou aux personnes à faibles ressources et s'obtient sur présentation de justificatifs ; pour les plus de 65 ans non-imposables, le pass TPMR plus permet d'utiliser le service Trans'PMR gratuitement pour dix voyages par mois, au delà le tarif régulier du ticket unitaire s'applique.

## Les lignes du réseau

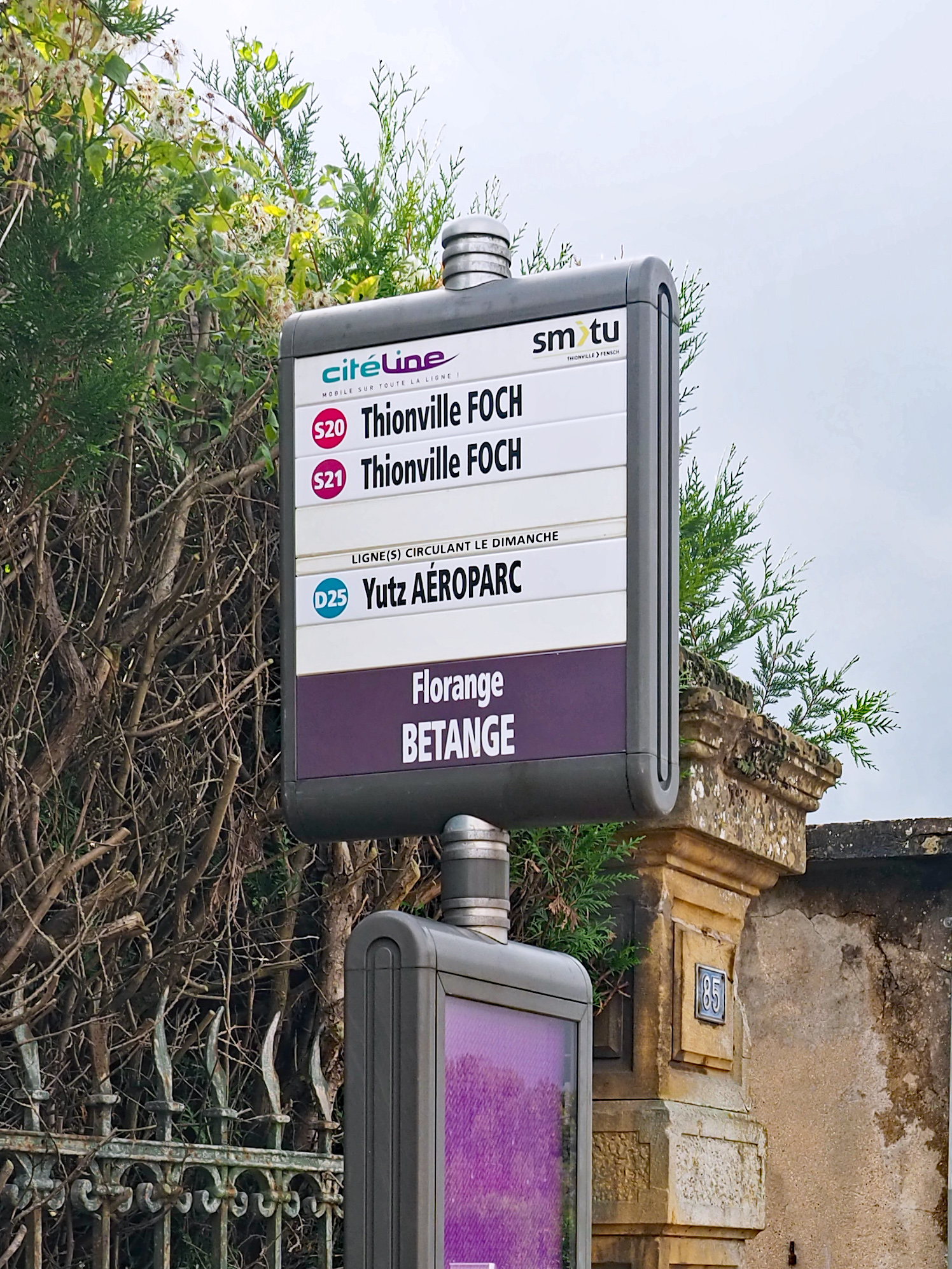
Un arrêt de bus Citéline à Florange, avec la desserte en place du 1^{er} septembre au 18 octobre 2020.

Au 22 février 2021, à la suite de la mise en service d'une version modifiée du réseau mis en place en septembre 2020, le réseau est composé de :
- dix-sept lignes structurantes, numérotées de S01 à S24 ;
- trente lignes complémentaires, numérotées de 30 à 71 et N22 ;
- deux lignes circulant uniquement les dimanches et jours fériés, numérotées D25 et D26 ;
- dix-neuf services « Citél'O » sur réservation, dont des services sur réservation en heures creuses pour neuf lignes régulières.

Certaines communes sont également desservies par des lignes transfrontalières luxembourgeoises, appartenant au Régime général des transports routiers, à tarification transfrontalière « RegioZone » nécessitant l'acquisition d'une mKaart, la gratuité des transports grand-ducaux ne s'appliquant pas à l'étranger :
- La ligne 501 à Cattenom et Thionville ;
- La ligne 502 à Hettange-Grande et Thionville ,
- La ligne 503 à Thionville ;
- La ligne 504 à Hayange et Thionville ;
- La ligne 601 à Ottange.

Le parc relais Kinépolis n'est ainsi desservi que par la ligne 503 du RGTR, au contraire de celui de Thionville-Metzange qui est desservi par les lignes S22 et S23, ainsi que par les lignes 503 et 504 du RGTR.

## Fréquentation
| Année | Milliers de voyages | Offre en milliers de kilomètres | Voyages par an et par habitant | Voyages par kilomètre d'offre |
| ----- | ------------------- | ------------------------------- | ------------------------------ | ----------------------------- |
| 2004  | 6 967               | 5 589                           | 39,0                           | 1,2                           |
| 2005  | 6 913               | 5 704                           | 38,7                           | 1,2                           |
| 2006  | 9 086               | 5 436                           | 50,7                           | 1,7                           |
| 2007  | 9 001               | 5 568                           | 50,2                           | 1,6                           |
| 2008  | 8 823               | 5 557                           | 48,6                           | 1,6                           |
| 2009  | 8 377               | 5 337                           | 45,9                           | 1,6                           |
| 2010  | 8 361               | 6 154                           | 45,6                           | 1,4                           |
| 2011  | 8 325               | 4 914                           | 45,1                           | 1,7                           |
| 2012  | 8 417               | 4 991                           | 45,6                           | 1,7                           |
| 2013  | 8 406               | 4 749                           | 45,5                           | 1,8                           |
| 2014  | 8 097               | 4 919                           | 43,5                           | 1,6                           |
| 2015  | 4 996               | 5 147                           | 26,8                           | 1,0                           |
| 2016  | 5 383               | 5 705                           | 28,9                           | 0,9                           |
| 2017  | 5 547               | 4 758                           | 30,0                           | 1,2                           |
| 2018  | 4 900               |                                 |                                |                               |
| 2022  | 3427                | 3 890                           | 18                             | 0,9                           |
| 2023  | 3 526               | 3 890                           | 18                             | 0,9                           |

## Identité visuelle

### Logo

Logo du réseau Trans Fensch jusqu'en 2008.
Logo Citéline entre 2008 et 2015.
Logo Citéline depuis 2015.

### Livrée des véhicules

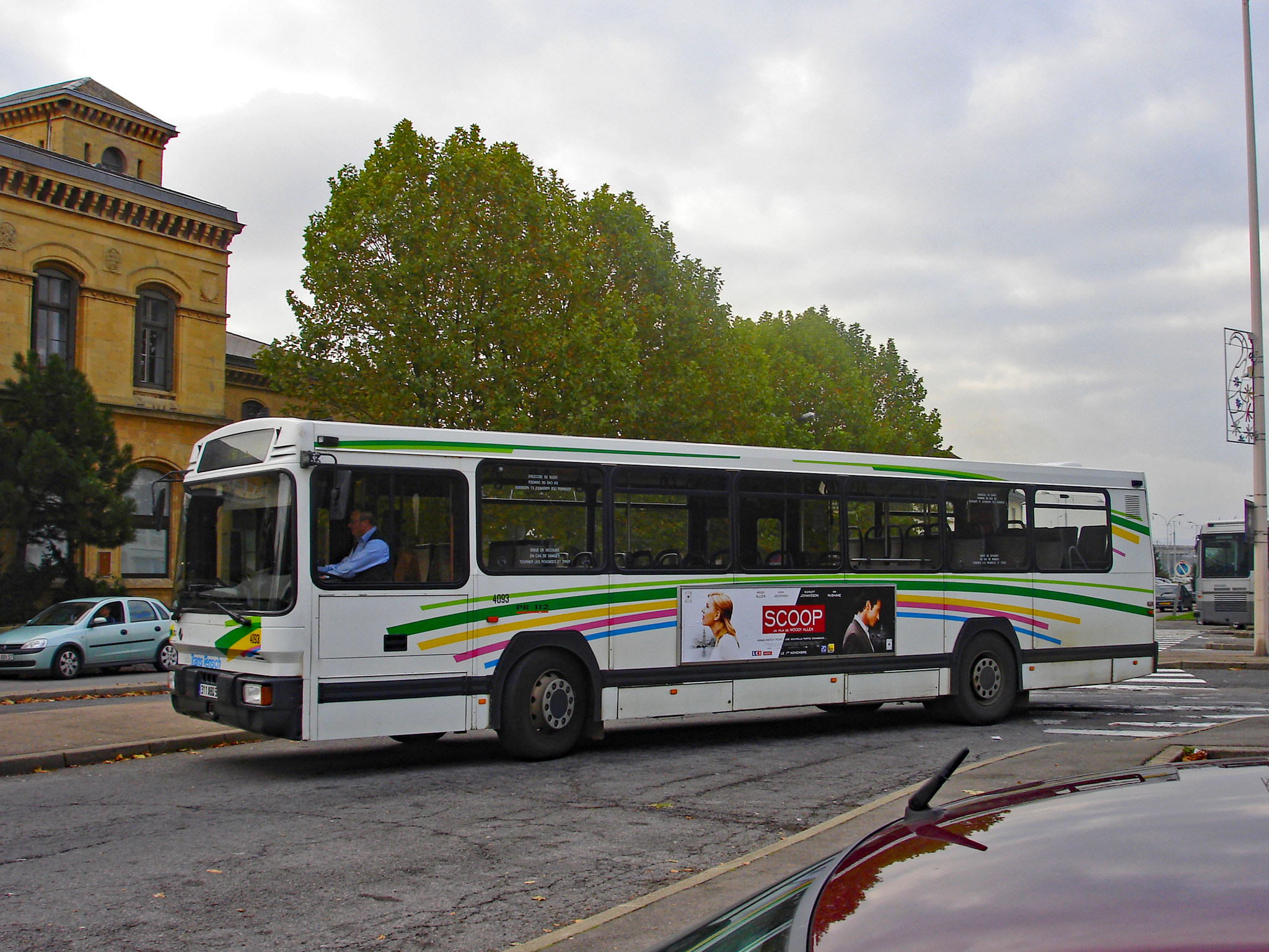
Livrée antérieure à 2008.
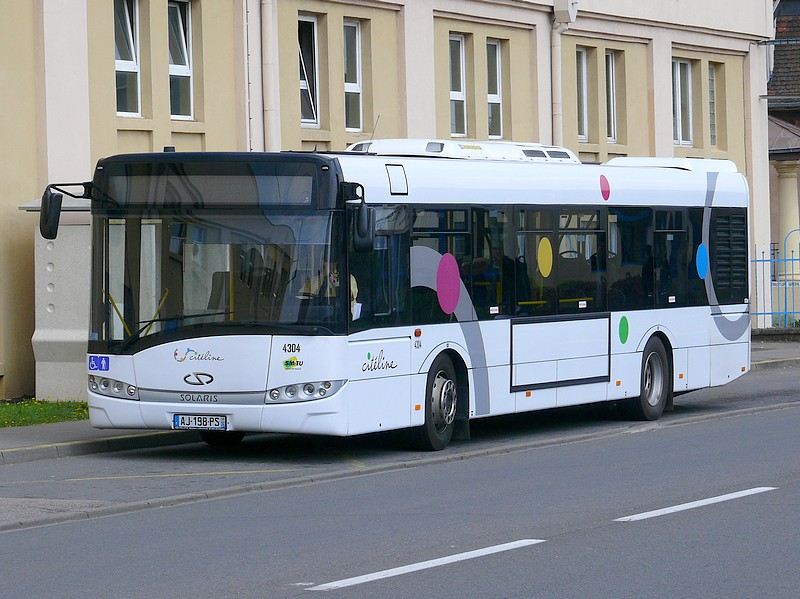
Livrée de 2008 à 2015.
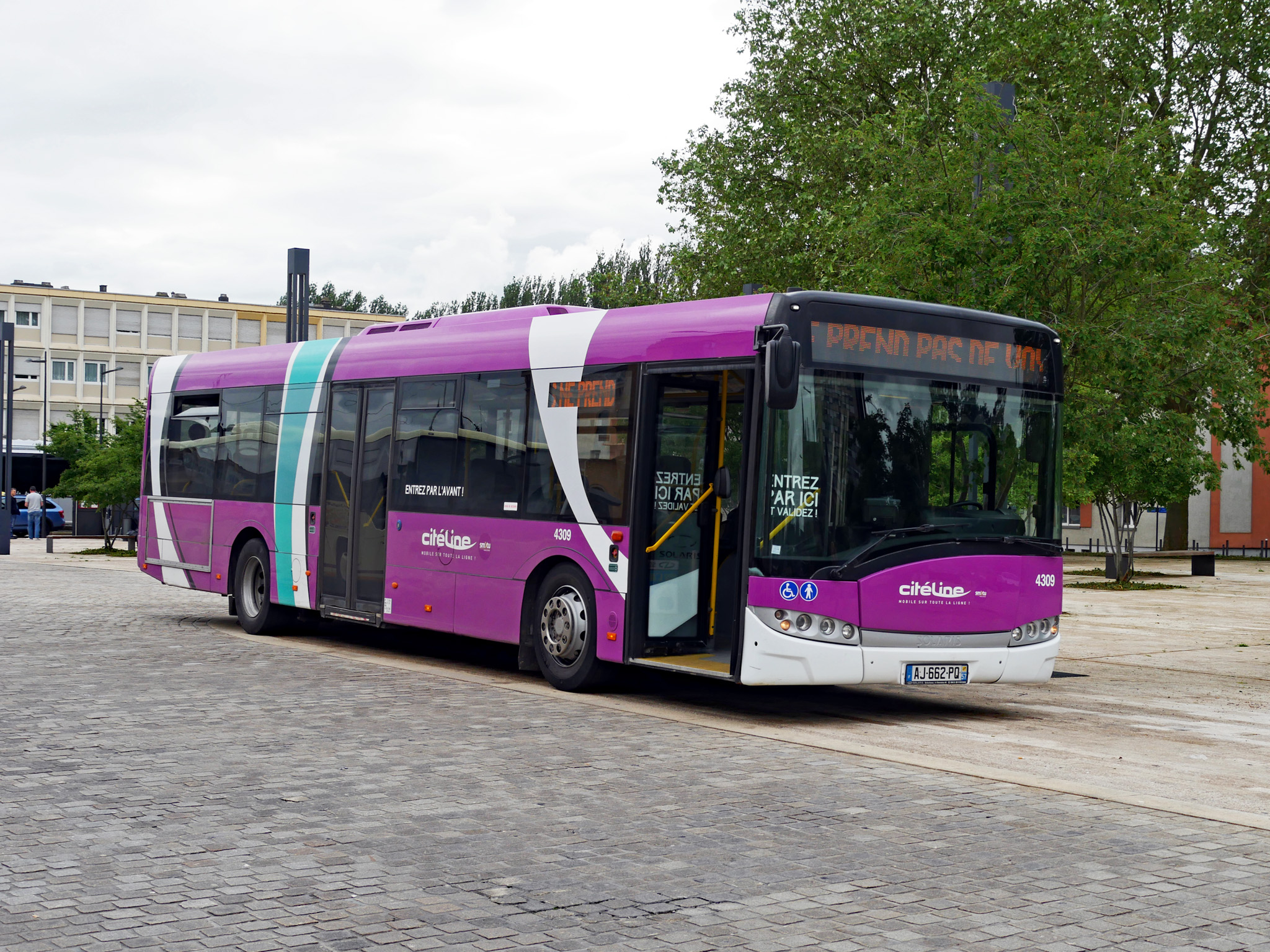
Livrée actuelle.

## Exploitation

### Matériel roulant
La SPL Trans Fensch possède 117 licences de transport communautaire.

#### Parc actuel
- 12 Irisbus Citelis 12
- 1 Irisbus Citelis 18
- 1 Heuliez GX 117 (réforme en cours)
- 28 Solaris Urbino 12
- 6 Solaris Urbino 18
- 5 Solaris Urbino 10
- 17 MAN Lion's City
- 7 Volvo 7500A
- 1 MAN Lion's Classic G
- 1 Van Hol NewAG300
- 8 Mercedes Intouro (réforme en cours)

#### Anciens véhicules
- Renault PR 100 PA, PR 100 B, PR 100 MI, PR 100 R, PR 100.2, PR 112
- Renault PR 180 MIPS, PR 180.2, PR 118
- Heuliez GX 187
- Heuliez GX 77 H
- Renault R212
- Van Hool A508
- Neoplan N4407
- Mercedes O 305 G
- Heuliez O 305 HLZ
- Saviem S105
- Renault S53 R
- Van Hool T815
- Irisbus Crossway
- Temsa Tourmalin
- MAN Lion's Regio, Lion's Regio C, Lion's Regio L
- Renault Tracer
- Irisbus Arès
- Renault Agora L
- Renault et Irisbus Agora Line
- Irisbus Citelis Line

### Dépôt
Les bus du réseau sont remisés et entretenus au dépôt situé 6 rue de Longwy à Florange (49° 19′ 05″ N, 6° 06′ 43″ E
), où est également situé le siège social de l'exploitant. Ce dépôt, hérité de la période des tramways, existe depuis au moins 1928.
Entre 1969 et 2019, la Trans Fensch a exploité un dépôt annexe situé 7 rue St-Fiacre à Thionville (49° 22′ 16″ N, 6° 10′ 16″ E
).
Un nouveau dépôt doit être construit rue d'Alsace à Florange (49° 20′ 01″ N, 6° 08′ 05″ E
), en remplacement du dépôt historique de la rue de Longwy. L'emplacement se trouve sur une partie de l'ancienne gare de triage de Florange.

### Sous-traitance
Certaines lignes sont assurées par l'entreprise Keolis 3 Frontières, basée à Metz.